# Brdarowy Przechód
Brdarowy Przechód (słow. Brdárov priechod) – położona na wysokości 1701 m przełęcz w Brdarowych Grapach, bocznej grani Liptowskich Kop w słowackich Tatrach. Przełęcz ta oddziela najwyższy szczyt tej grani Wielką Brdarową Grapę (1860 m) od Wielkiej Kopy Koprowej (2052 m). Z południowych stoków spod przełęczy do dna doliny Koprowicy opada niezbyt stromy, trawiasty stok, tylko w najwyższej części porośnięty kosodrzewiną. Ku północnemu zachodowi, do dna Doliny Szpaniej, opada z przełęczy wąski, trawiasty i stromy żleb. Na północny wschód od wcięcia przełęczy płytki rów grzbietowy z okresowym oczkiem wodnym otoczonym kosodrzewiną. 
Rejon przełęczy i całych Liptowskich Kop dawniej był wypasany. Od 1949 r. stanowi zamknięty dla turystów obszar ochrony ścisłej TANAP-u. 